# Полтавский сельский совет (Гуляйпольский район)
Полтавский сельский совет (укр. Полтавська сільська рада) — входит в состав
Гуляйпольского района
Запорожской области
Украины.
Административный центр сельского совета находится в 
с. Полтавка
.

## Населённые пункты совета
- с. Полтавка
- с. Ольговское
- с. Охотничье